# Andrzej Stefanek
Andrzej Stefanek (ur. 16 czerwca 1972 w Zielonej Górze) – polski pięcioboista, olimpijczyk z Aten 2004.
Pięciokrotny medalista mistrzostw świata oraz czterokrotny medalista mistrzostw Europy.
Indywidualny mistrz Polski w latach 1993–1994, 1996, 1998, 2000, wicemistrz Polski w latach 2003, 2006 oraz brązowy medalista w roku 2004.
W igrzyskach olimpijskich w Atenach zajął 30. miejsce indywidualnie, wyższą lokatę uniemożliwił mu słaby występ w jeździe konnej (przedostatnie miejsce pośród wszystkich startujących).
W roku 2008 zakończył karierę sportową.